# Gail Prescod
Gail Michelle Prescod (* 12. August 1971) ist eine ehemalige vincentische Sprinterin.

## Karriere
Bei den Olympischen Sommerspielen 1992 lief Prescod die 100 Meter in 12,41 Sekunden und belegte in ihrem Lauf den letzten Platz, wurde aber 48. von 54 Startern.